# لوسيت صغير الثمار
لوسيت صغير الثمار (الاسم العلمي:Lecythis parvifructa) هو نوع من النباتات يتبع جنس اللوسيت من الفصيلة اللوسيتية.